# Скуденешавн
Скуденешавн (також Скуденешамн або Скуденес) — місто в муніципалітеті Кармей в окрузі Ругаланн, Норвегія. Він розташований на південній околиці острова Кармей на вході в протоку Бокнафьорден і Кармсундет. Місто є частиною традиційного району Хаугаланд. Місто було незалежним муніципалітетом з 1858 по 1965 рік.
Населення на 2,54 квадратних кілометрів становить на 2019 рік 3334 осіб. Щільність населення становить 1313 мешканців на квадратний кілометр. Це робить Скуденешавн одним із найменших міст у Норвегії (Кольверайд з 1470 мешканцями є найменшим).
У 1990 році місто виграло другу премію в конкурсі NORTRA за найкраще збережене невелике місто Норвегії.

## Історія
10 лютого 1858 року село Скуденешавн було оголошено ладестом (портовим містом). Оскільки міста не мали права входити до складу сільського муніципалітету, Скуденешавн було вилучено з муніципалітету Скуденес і було засновано як міський муніципалітет.
Експорт до країн Балтії означав, що Скуденешавн вже на той час мав великий флот вітрильних кораблів, які випливали за кордон. На жаль, судновласники занадто скептично ставились до нових пароплавів, через що більш інноваційні гравці взяли на себе перевезення вантажів до країн Балтії та експорт з них. 
Спочатку в муніципалітеті Скуденешавн проживало 1209 жителів. Протягом 1960-х років по всій Норвегії відбулося багато злиттів муніципалітетів завдяки роботі Комітету Шей.
1 січня 1965 року муніципалітет Скуденешавн було об'єднано з новоутвореним муніципалітетом Кармей (разом із Скуденесом, Авальдснесом, Стангаландом, Копервіком та Торвастадом). До злиття в Скуденешавні проживало 1275 жителів. На момент злиття Скуденешавн втратив статус міста.
У 1996 році, після зміни закону про міста, муніципалітет Кармей ще раз оголосив Скуденешавн містом.

## Бізнес
На сьогоднішній день у місті є сучасна суднобудівна галузь та одна з найбільших офшорних судноплавних компаній країни. Solstad Offshore (SOFF) має один з найдосконаліших у світі офшорних флотів, що експлуатуються у всьому світі. Добре збережені дерев'яні будинки вздовж басейну гавані, Серагада, стали одним з найвідвідуваніших туристичних місць Ругаланна за останнє десятиліття.

## Уряд
З 1858 по 1964 рік Скуденешавн був муніципалітетом, який відповідав за початкову освіту (до 10 класу), амбулаторні медичні послуги, послуги для людей похилого віку, безробіття та інші соціальні послуги, зонування, економічний розвиток та муніципальні дороги. Муніципалітетом керувала муніципальна рада з обраних представників, яка, у свою чергу, обирає мера.

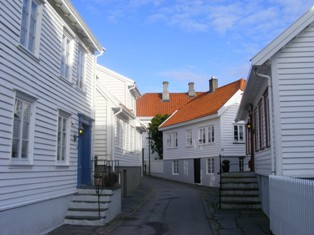
Søragadå

## Суспільство
У дев'яностих Скуденешавн був визнаний другим найкраще збереженим містечком Норвегії. Місто було побудовано в період з 1840 по 1870 рр. Дерев’яна будівля (Søragadå) в центрі Скуденешавна вважається однією з найкраще збережених в Норвегії. Прибережне місто отримало статус міста в 1996 році.

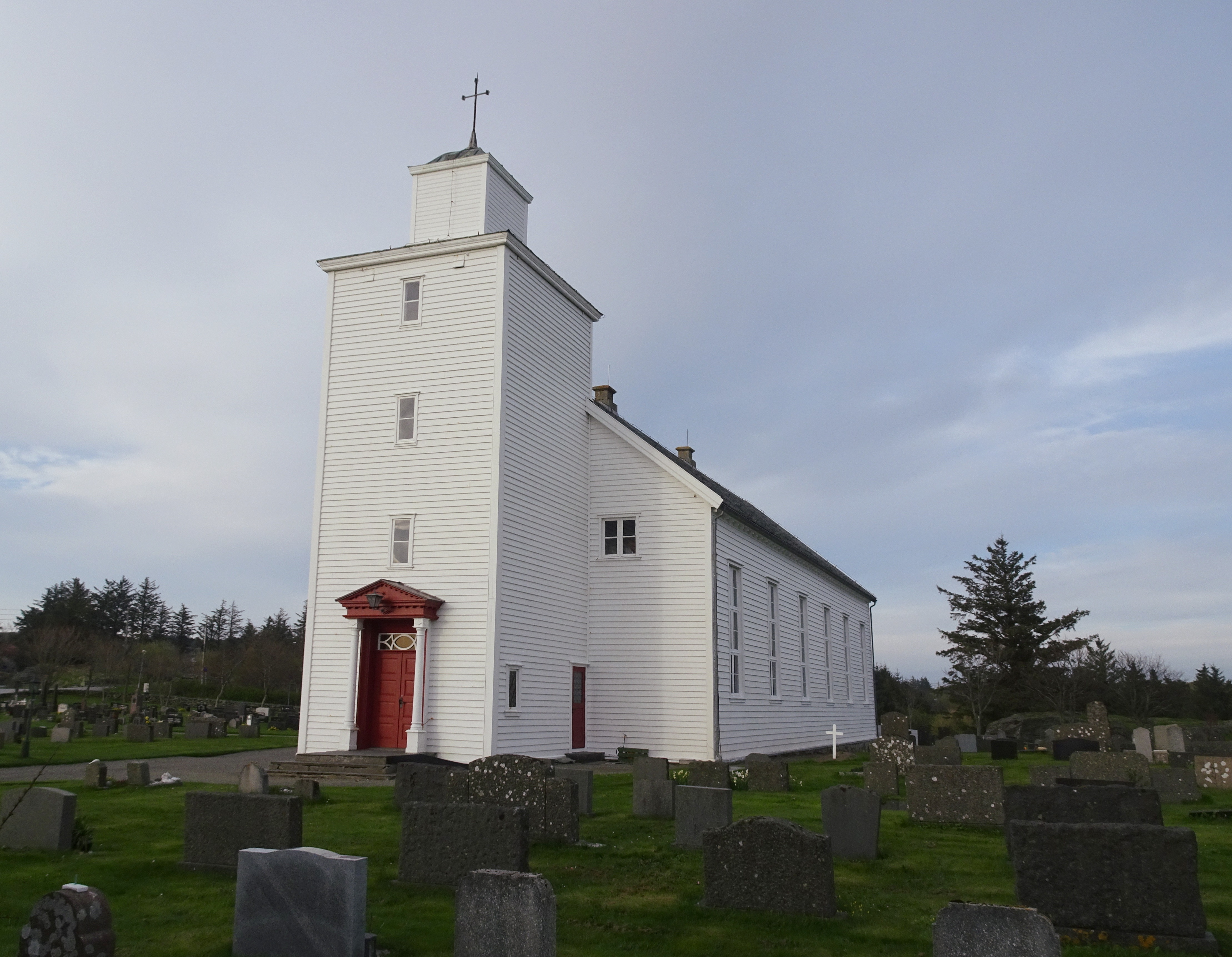
Церква Фалнес

Станом на 01.12.10 в Скуденешавні є три школи: дві початкові та одна середня школа, не враховуючи кількох дитячих садків. У Скуденешавні також знаходиться Скудехаллен — спортивний зал, що використовується для різноманітних спортивних та різноманітних заходів. 
Біля Фалнеса знаходиться церква Фалнес, яка є частиною парафії Фалнес. Також у Скуденешавні є будинок престарілих, фітнес-центр, кабінет лікаря та пожежна станція. У Скуденешавні є власне поле для гольфу, яким керує гольф-клуб Karmøy, та кілька привабливих відкритих майданчиків.

## Пам'ятки
Старе місто Скуденешавна (Gamle Skudeneshavn), що складається з 225 дерев'яних будинків/човнів, вважається одним із найкраще збережених у Європі.
У 2004 році слухачі програми радіо NRK проголосували за Скуденешавн як "Літнє місто" Норвегії.
Щороку у перші вихідні листопада проводиться "Міжнародний фестиваль літератури та культури" Скуденешавна "(норв.: Skudeneshavn Internasjonale Litteratur- og Kulturfestival).

### Фестиваль Скуде
Місто є популярним місцем для туристів влітку. Щороку тут влаштовується фестиваль Скуде (норв. Skudefestivalen), який є найбільшим фестивалем прибережної культури Норвегії. Зазвичай він триває протягом чотирьох днів (четвер, п’ятниця, субота та неділя) наприкінці червня або на початку липня.
Фестиваль Скуде — це найбільше зібрання прибережної культури в Західній Норвегії, на якому є човни всіх категорій: старі дерев'яні човни, старовинні човни, сучасні човни, парусні човни, високі кораблі. Місто повне життя навколо гавані — як на суші, так і на суші води.
На Міській площі встановлені кіоски на ринках. Умільці демонструють ремесла давніх часів, пов’язані з морем і судноплавством: корабельні моделі, старі двигуни тощо.
Мистецька виставка в Серагаді — головній і вузькій вулиці в "Старому Скуденешавні" проводиться щороку з новим художником фестивалю.
Відвідувачі можуть побачити виставки у "Битунеті" у старій частині міста. Вдень проводяться розваги, а ввечері — у фестивальному наметі — виступають національні та міжнародні артисти, а також виконавці кельтської музики та блюзу.
Подорожні атракціони та аркади зазвичай приурочують відвідування до цього популярного фестивалю, забезпечуючи додаткову насолоду для дітей молодшого віку та підлітків. Щороку фестиваль відвідують близько 35 000 людей, і він збирає понад 600 човнів. Фестиваль у 2017 році проводився між 29 червня та 2 липня і є 24-м фестивалем. Фестиваль у 2018 році проходив з 5 по 8 липня.